# The Post-American World
The Post-American World ist ein Buch des Journalisten Fareed Zakaria. Das Buch erschien im Mai 2008.

## Inhalt
Fareed Zakaria erklärt in seinem Buch, dass eine post-amerikanische Welt entsteht, in der die Vereinigten Staaten von Amerika weniger Einfluss besitzen werden, ohne aber irrelevant zu werden. Hintergrund für diese Entwicklung sei, dass die übrige Welt wirtschaftlich, diplomatisch und gesellschaftlich an Bedeutung gewinnt. Dieses Phänomen bezeichnet er als „Rise of the Rest“ („Aufstieg des Rests“).
In den übrigen Kapiteln des Buchs erläutert er neue Probleme und Fragen der Zeit und die Möglichkeiten, wie man darauf reagieren könnte bzw. welche Entwicklungen notwendig werden könnten, hierauf adäquat reagieren zu können.